# Мевлеви

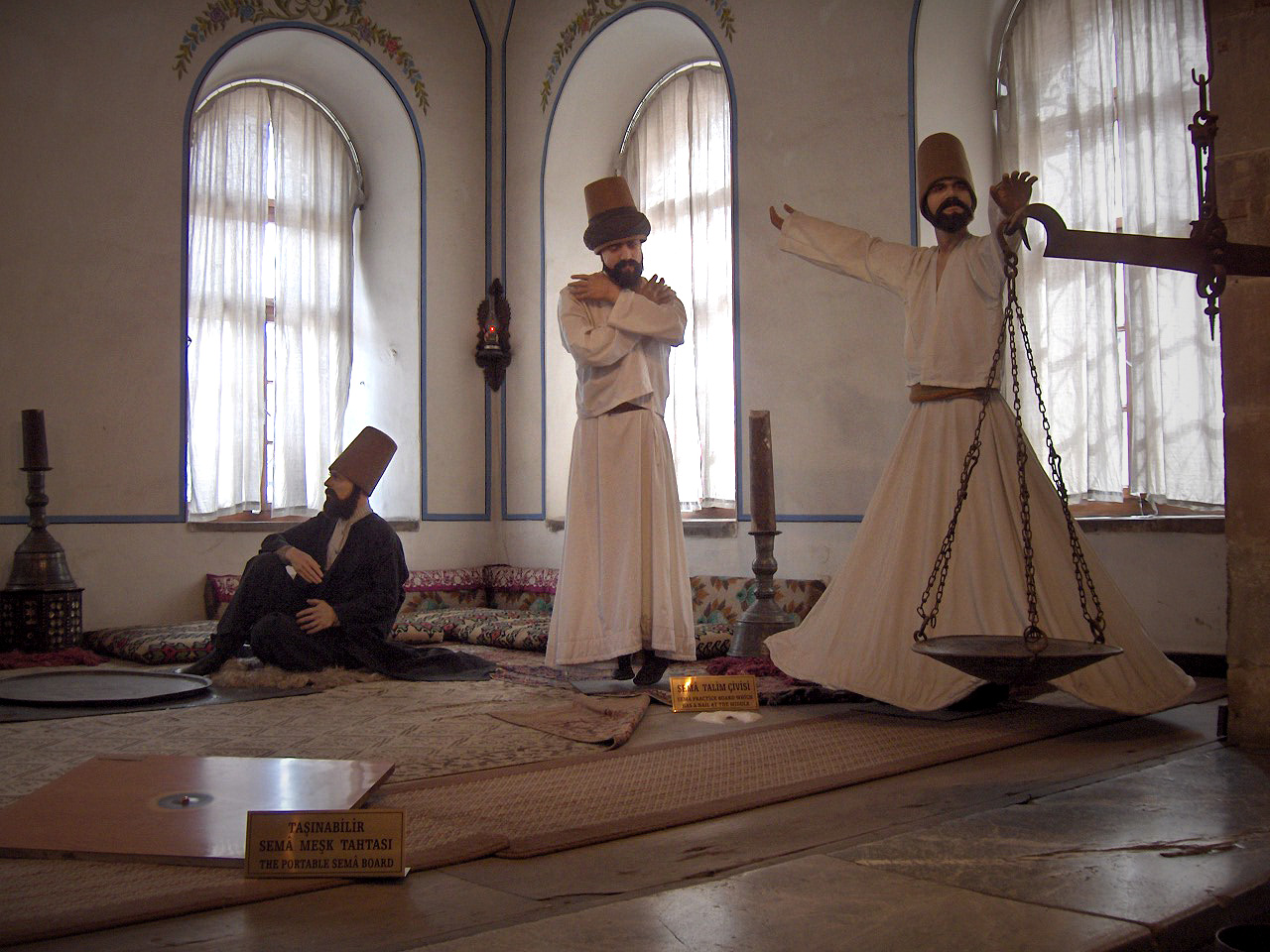
Дервиши. Конья, Турция

Мевлеви́ (Мевлевия, Мавлавия; перс. и осман. مولويه‎, совр. тур. Mevlevîlik) — суфийский тарикат, основанный в XIII веке в Румском султанате сельджуков. В его основе лежит учение и культ персидского поэта и мистика маулана Джалаладдина Руми. В мевлеви особое значение придаётся музыке, пению и танцам во время радений (сама) и коллективного зикра, отсюда оно известно как «братство вертящихся дервишей».

## История
Центром мевлеви служит мавзолей Руми в городе Конья (совр. Турция). Создателем мевлеви был сын Руми Султан Велед (1226—1312), который написал сочинения «Рубаб-нама» («Книга рубаба») и «Ишк-нама» («Книга любви») о любви мистика к Богу, легшие в основу учения. Глава мевлеви, происходящий от старшего сына Султан Веледа Улу Арифа Челеби (1272—1320), назначал челеби — руководителей обителей (текке), ниже которых в иерархии мевлеви стояли дервиши, принятые в братство после 1000-дневного испытания, ниже их — послушники мюриды.
Адепты мевлеви носили высокий конический колпак, белую рубаху без рукавов, широкий пояс и свободную чёрную накидку. Пропитание добывали трудом. Особое место в мевлеви занимала каллиграфия. Первые последователи мевлеви происходили из средних и низших городских слоёв, но уже в конце XIV века — из элиты Османской империи, включая султанов. С османскими завоеваниями мериды распространилось в Малой Азии, Закавказье и на Ближнем Востоке. Декретом Ататюрка 4 сентября 1925 года братство распущено, его имущество конфисковано. Деятельность мевлеви в Турции разрешена в 1954 году.

## Практика
Обряды мевлеви представляют собой сложный ритуал. Он состоит из декламации стиха во славу пророка Мухаммеда, музыкальных импровизаций и исполнения «вертящегося» танца, за этим идёт вторая часть из четырёх музыкальных и танцевальных разделов, именуемых селам, которые завершаются инструментальной музыкой и рецитацией Корана вместе с творением молитв. Дервиши появляются в белых продолговатых колпаках из войлока, имеющих среднеазиатское происхождение, и с чёрными накидками; эти накидки сбрасываются во время танца, и дервиши предстают в белых одеяниях. Такая смена одежд истолковывается как смерть и воскресение. При вращении дервиш держит правую ладонь обращённой к небу, а левую — к земле. Движения поначалу медленные и величавые с постепенным ускорением в такт музыке, но никогда они не становятся бесконтрольными.
Дервиши кружатся отдельно, не касаясь друг друга плечами, каждый вокруг своей оси и вокруг шейха и других дервишей. Они не произносят ни звука, не производят никаких движений ладонями или головой. Послушники Мевлеви подвергаются долголетнему самоотречению и тренировке в сама. Бекташи осмеивали танец Мевлеви как ненужный придаток к поклонению Богу. Руми верил, что дух освобождается от тяжести плоти в процессе сама и ликование человеческого существования как чувств и мыслей может быть достигнуто только мастерством в сама. Правильная сама может быть проведена только с разрешения и в присутствии шейха. Дервиши, ответственные за исполнение ритуала, покрывают пол в семахане овечьими шкурами, символизирующими обряд шейха. Одетые в белые одежды с широкими юбками, называемыми теннуре и в высокие шапки из войлока, дервиши совершают свои молитвы после того, как получают знак в виде появления шейха в зелёном головном уборе. После чтений из Месневи и Корана, один из дервишей начинает играть на нэе, старинной камышовой флейте.

## Галерея

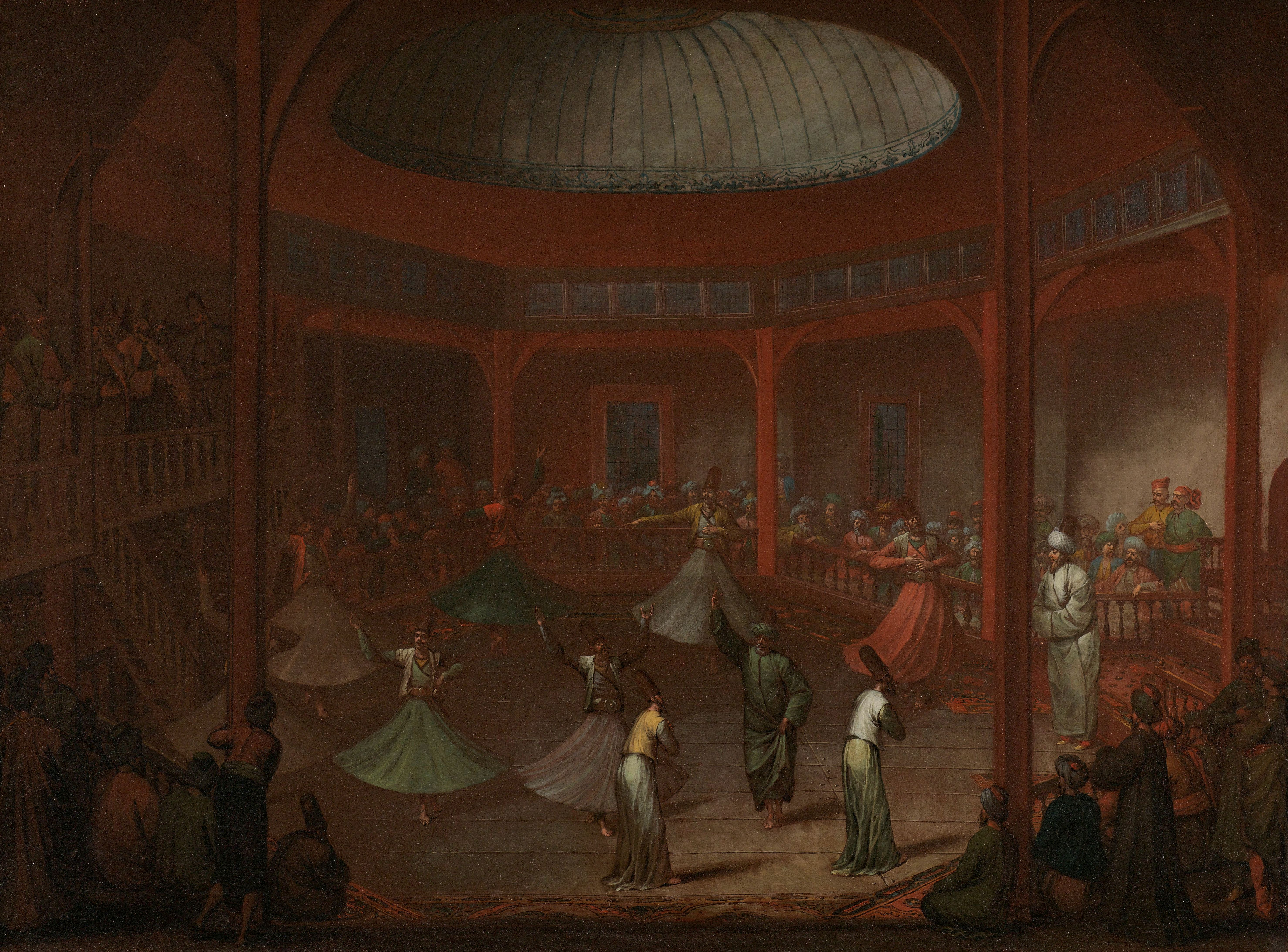
Дервиши в монастыре Мевлеви, Пера. Жан Батист Ванмур
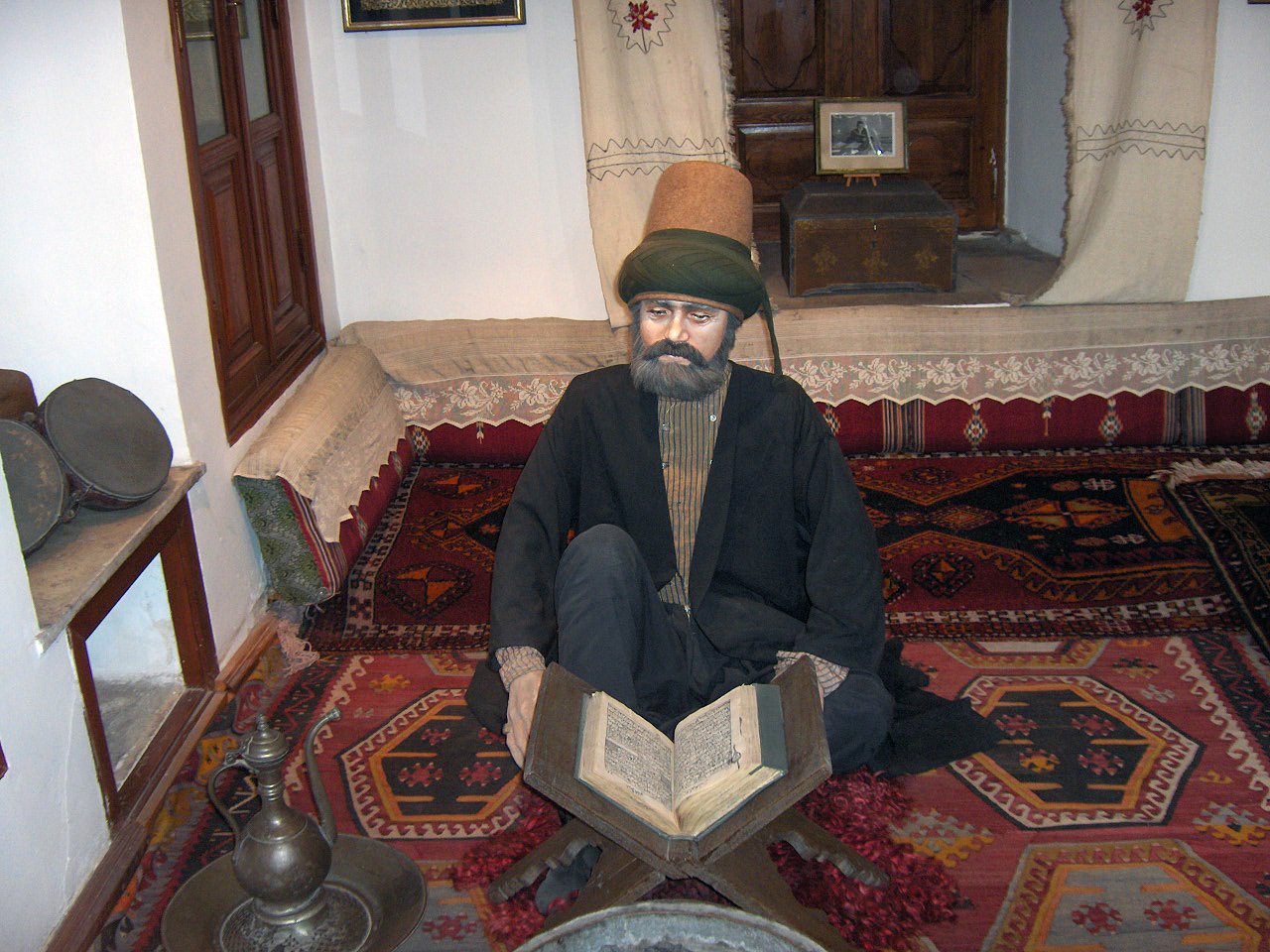
Модель изучения дервиша
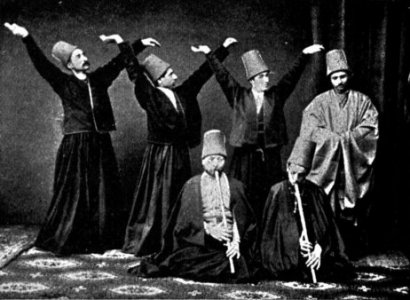
Дервиши Мевлеви, 1887 год